# Exposure (Exposé)
Exposure è il primo album del gruppo musicale statunitense Exposé, pubblicato nel 1987.

## Descrizione
L'album, pubblicato dalla Arista su LP, musicassetta e CD, è prodotto da Lewis Martineé, che cura gli arrangiamenti e risulta autore unico di 8 dei 10 brani, oltre a partecipare alla stesura degli altri.
Il disco contiene anche i brani Point of No Return ed Exposed to Love, che erano stati pubblicati due anni prima come singoli, ai quali seguono Come Go with Me, Let Me Be the One e Seasons Change.

## Tracce

### Lato A
1. Come Go with Me
2. Let Me Be the One
3. Exposed to Love
4. Seasons Change
5. Extra Extra

### Lato B
1. Point of No Return
2. Love Is Our Destiny
3. I Know You Know
4. You're the One I Need
5. December